# Anna-Lena Grönefeld
Anna-Lena Grönefeld (Nordhorn, 4 giugno 1985) è un'ex tennista tedesca.
Professionista dal 2003, è destrorsa e giocava il rovescio a due mani. Alta e potente, è dotata di un'efficace prima di servizio e di fondamentali da fondocampo molto penetranti. Nata a Nordhorn, in Bassa Sassonia, vive a Saarbrücken.

## Biografia
Figlia di un chirurgo e di un'insegnante, ha due fratelli. Ha iniziato a giocare all'età di 5 anni, spinta dai genitori.

## Carriera
Ha ottenuto grandi risultati a livello Juniores, nella stagione 2002 ha raggiunto due finali Slam nel doppio ragazze, la prima al Roland Garros in coppia con la ceca Barbora Strýcová uscendone vincitrice mentre sull'erba di Wimbledon si è arresa all'ultimo atto in coppia con Ally Baker. Al Roland Garros 2003 ha conquistato il singolare ragazze superando nella finale la russa Vera Duševina.
Tra le professioniste ha conquistato un titolo in singolare e 17 in doppio, in quest'ultima disciplina ha raggiunto per ben sette volte la semifinale Slam senza tuttavia riuscire a disputare l'incontro per il titolo. Ha ottenuto due successi nel doppio misto, la prima a Wimbledon 2009 in coppia con Mark Knowles mentre sulla terra del Roland Garros 2014 ha trionfato con Jean-Julien Rojer. Sempre nel doppio misto ha raggiunto due finali nel biennio 2016-17 in coppia con Robert Farah uscendone tuttavia sconfitta.
La sua migliore classifica è stata la numero 14 in singolo ed il 7 in doppio, ha rappresentato la sua nazione in Fed Cup tra il 2004 e il 2019 ottenendo un bilancio di venti vittorie a fronte di diciotto sconfitte. Ai giochi Olimpici di Londra e Rio ha partecipato nel doppio femminile uscendo rispettivamente al 2º e 1º turno.

### I problemi ed il ritorno
Proprio quando sembrava sulla rampa di lancio verso le top-10 in singolare è arrivata la rottura con l'allenatore storico, Rafael Font de Mora, che ha lasciato uno strascico di polemiche tra i due. L'ex coach è stato accusato di stalking tecnico, cioè fornire informazioni alle avversarie sul come affrontare al meglio la tennista teutonica, a causa di tutto ciò e della necessità di recuperare una forma fisica accettabile decise di sospendere per nove mesi l'attività agonistica. Nel 2011 si ritira dal singolare concentrando le sue energie nel doppio, ha abbandonato questa disciplina nel 2019.

## Statistiche

### Singolare

#### Vittorie (1)
| Legenda         |
| --------------- |
| Grande Slam (0) |
| WTA Finals (0)  |
| Tier I (0)      |
| Tier II (0)     |
| Tier III (1)    |
| Tier IV (0)     |

| No. | Data         | Torneo                            | Superficie  | Avversaria in finale | Punteggio     |
| 1.  | 5 marzo 2006 | Abierto Mexicano Telcel, Acapulco | Terra rossa | Flavia Pennetta      | 6–1, 4–6, 6–2 |

#### Sconfitte (3)
| Legenda         |
| --------------- |
| Grande Slam (0) |
| WTA Finals (0)  |
| Tier I (0)      |
| Tier II (2)     |
| Tier III (0)    |
| Tier IV (1)     |

| No. | Data              | Torneo                           | Superficie  | Avversaria in finale | Punteggio     |
| 1.  | 6 febbraio 2005   | PTT Pattaya Open, Pattaya        | Cemento     | Conchita Martínez    | 3-6, 6-3, 3-6 |
| 2.  | 11 settembre 2005 | China Open, Pechino              | Cemento     | Marija Kirilenko     | 3-6, 4-6      |
| 3.  | 2 ottobre 2005    | BGL Luxembourg Open, Lussemburgo | Cemento (i) | Kim Clijsters        | 2-6, 4-6      |

### Doppio

#### Vittorie (18)
| Legenda: Prima del 2009 | Legenda: Dal 2009     |
| ----------------------- | --------------------- |
| Grande Slam (0)         |                       |
| WTA Finals (0)          |                       |
| Tier I (1)              | Premier Mandatory (0) |
| Tier II (3)             | Premier 5 (0)         |
| Tier III (3)            | Premier (4)           |
| Tier IV (1)             | International (5)     |
| Tier V (0)              | International (5)     |

| No. | Data              | Torneo                                   | Superficie      | Compagna            | Avversarie in finale                     | Punteggio           |
| 1.  | 6 febbraio 2005   | PTT Pattaya Open, Pattaya                | Cemento         | Marion Bartoli      | Marta Domachowska Silvija Talaja         | 6–3, 6–2            |
| 2.  | 27 agosto 2005    | Rogers Cup, Toronto                      | Cemento         | Martina Navrátilová | Conchita Martínez Virginia Ruano Pascual | 5–7, 6–3, 6–4       |
| 3.  | 24 settembre 2005 | Commonwealth Bank Tennis Classic, Bali   | Cemento (i)     | Meghann Shaughnessy | Zi Yan Jie Zheng                         | 6–3, 6–3            |
| 4.  | 5 marzo 2006      | Abierto Mexicano Telcel, Acapulco        | Terra rossa     | Meghann Shaughnessy | Shinobu Asagoe Émilie Loit               | 6–1, 6–3            |
| 5.  | 5 agosto 2006     | Bank of the West Classic, Stanford       | Cemento         | Shahar Peer         | Maria Elena Camerin Gisela Dulko         | 6–1, 6–4            |
| 6.  | 18 gennaio 2007   | Medibank International, Sydney           | Cemento         | Meghann Shaughnessy | Marion Bartoli Meilen Tu                 | 6–3, 3–6, 7–6(2)    |
| 7.  | 5 ottobre 2008    | Porsche Tennis Grand Prix, Stoccarda     | Cemento (i)     | Patty Schnyder      | Květa Peschke Rennae Stubbs              | 6–2 6–4             |
| 8.  | 2 novembre 2008   | Bell Challenge, Québec                   | Sintetico (i)   | Vania King          | Jill Craybas Tamarine Tanasugarn         | 7-6(3), 6-4         |
| 9.  | 11 gennaio 2009   | Brisbane International, Brisbane         | Cemento         | Vania King          | Klaudia Jans-Ignacik Alicja Rosolska     | 3–6, 7–5, [10–5]    |
| 10. | 17 ottobre 2009   | Generali Ladies Linz, Linz               | Cemento (i)     | Katarina Srebotnik  | Klaudia Jans-Ignacik Alicja Rosolska     | 6–1, 6–4            |
| 11. | 7 agosto 2010     | Danish Open, Copenaghen                  | Cemento (i)     | Julia Görges        | Vitalija D'jačenko Tat'jana Puček        | 6–4, 6–4            |
| 12. | 14 ottobre 2012   | Generali Ladies Linz, Linz (2)           | Cemento (i)     | Květa Peschke       | Julia Görges Barbora Záhlavová-Strýcová  | 6-3, 6-4            |
| 13. | 25 maggio 2013    | Brussels Open, Bruxelles                 | Terra rossa     | Květa Peschke       | Gabriela Dabrowski Shahar Peer           | 6-0, 6-3            |
| 14. | 2 febbraio 2014   | Open GDF Suez, Parigi                    | Cemento (i)     | Květa Peschke       | Tímea Babos Kristina Mladenovic          | 6(7)-7, 6-4, [10-5] |
| 15. | 5 maggio 2017     | Sparta Prague WTA, Praga                 | Terra rossa     | Květa Peschke       | Lucie Hradecká Kateřina Siniaková        | 6–4, 7-6(3)         |
| 16. | 29 aprile 2018    | Porsche Tennis Grand Prix, Stoccarda (2) | Terra rossa (i) | Raquel Atawo        | Nicole Melichar Květa Peschke            | 6-4, 6(5)-7, [10-5] |
| 17. | 7 aprile 2019     | Volvo Car Open, Charleston               | Terra verde     | Alicja Rosolska     | Irina Chromačëva Veronika Kudermetova    | 7-6(7), 6-2         |

#### Sconfitte (27)
| Legenda: Prima del 2009 | Legenda: Dal 2009     |
| ----------------------- | --------------------- |
| Grande Slam (0)         |                       |
| WTA Finals (0)          |                       |
| Tier I (2)              | Premier Mandatory (0) |
| Tier II (3)             | Premier 5 (7)         |
| Tier III (1)            | Premier (5)           |
| Tier IV (1)             | International (7)     |
| Tier V (1)              | International (7)     |

| No. | Data              | Torneo                                   | Superficie    | Compagna             | Avversarie in finale                      | Punteggio           |
| 1.  | 8 agosto 2004     | Nordea Nordic Light Open, Stoccolma      | Cemento       | Emmanuelle Gagliardi | Alicia Molik Barbara Schett               | 3-6, 3-6            |
| 2.  | 15 agosto 2004    | Vancouver Open, Vancouver                | Cemento       | Els Callens          | Bethanie Mattek Abigail Spears            | 3-6, 3-6            |
| 3.  | 22 agosto 2004    | Western & Southern Open, Cincinnati      | Cemento (i)   | Emmanuelle Gagliardi | Marlene Weingärtner Jill Craybas          | 5-7, 6(2)-7         |
| 4.  | 10 ottobre 2004   | Porsche Tennis Grand Prix, Stoccarda     | Cemento (i)   | Julia Schruff        | Cara Black Rennae Stubbs                  | 3-6, 2-6            |
| 5.  | 9 agosto 2006     | Acura Classic, San Diego                 | Cemento       | Meghann Shaughnessy  | Cara Black Rennae Stubbs                  | 2-6, 2-6            |
| 6.  | 15 agosto 2006    | Rogers Cup, Montréal                     | Cemento       | Cara Black           | Martina Navrátilová Nadia Petrova         | 1-6, 2-6            |
| 7.  | 1 ottobre 2006    | BGL Luxembourg Open, Lussemburgo         | Cemento (i)   | Liezel Huber         | Květa Peschke Francesca Schiavone         | 6-2, 4-6, 1-6       |
| 8.  | 19 ottobre 2008   | Zurich Open, Zurigo                      | Sintetico (i) | Patty Schnyder       | Cara Black Liezel Huber                   | 1-6, 6(3)-7         |
| 9.  | 7 marzo 2010      | Monterrey Open, Monterrey                | Cemento       | Vania King           | Iveta Benešová Barbora Záhlavová-Strýcová | 6-3, 4-6, [8-10]    |
| 10. | 6 marzo 2011      | Monterrey Open, Monterrey (2)            | Cemento       | Vania King           | Iveta Benešová Barbora Záhlavová-Strýcová | 7-6(8), 2-6, [6-10] |
| 11. | 16 ottobre 2011   | Generali Ladies Linz, Linz               | Cemento (i)   | Julia Görges         | Marina Eraković Elena Vesnina             | 5-7, 1-6            |
| 12. | 2 febbraio 2012   | Open GDF Suez, Parigi                    | Cemento (i)   | Petra Martić         | Liezel Huber Lisa Raymond                 | 6(3)-7, 1-6         |
| 13. | 29 aprile 2013    | Porsche Tennis Grand Prix, Stoccarda (2) | Terra rossa   | Julia Görges         | Iveta Benešová Barbora Záhlavová-Strýcová | 4-6, 5-7            |
| 14. | 17 giugno 2012    | Gastein Ladies, Bad Gastein              | Cemento (i)   | Petra Martić         | Jill Craybas Julia Görges                 | 7-6(4), 4-6, [9-11] |
| 15. | 29 settembre 2012 | Toray Pan Pacific Open, Tokyo            | Cemento       | Květa Peschke        | Raquel Kops-Jones Abigail Spears          | 1-6, 4-6            |
| 16. | 5 gennaio 2013    | Brisbane International, Brisbane         | Cemento       | Květa Peschke        | Bethanie Mattek-Sands Sania Mirza         | 6-4, 4-6, [7-10]    |
| 17. | 15 giugno 2013    | Nürnberger Versicherungscup, Norimberga  | Terra rossa   | Květa Peschke        | Ioana Raluca Olaru Valerija Solov'ëva     | 6-2, 6(3)-7, [9-11] |
| 18. | 11 agosto 2013    | Rogers Cup, Toronto (2)                  | Cemento       | Květa Peschke        | Jelena Janković Katarina Srebotnik        | 7-5, 2-6, [6-10]    |
| 19. | 18 agosto 2013    | Western & Southern Open, Cincinnati (2)  | Cemento       | Květa Peschke        | Hsieh Su-wei Peng Shuai                   | 6-2, 3-6, [10-12]   |
| 20. | 16 ottobre 2016   | Generali Ladies Linz, Linz (2)           | Cemento (i)   | Květa Peschke        | Kiki Bertens Johanna Larsson              | 6-4, 2-6, [7-10]    |
| 21. | 13 agosto 2017    | Rogers Cup, Toronto (3)                  | Cemento       | Květa Peschke        | Ekaterina Makarova Elena Vesnina          | 0-6, 4-6            |
| 22. | 14 ottobre 2018   | Upper Austria Ladies Linz, Linz (3)      | Cemento (i)   | Raquel Atawo         | Kirsten Flipkens Johanna Larsson          | 6-4, 4-6, [5-10]    |
| 23. | 16 febbraio 2019  | Qatar Ladies Open, Doha                  | Cemento       | Demi Schuurs         | Chan Hao-ching Latisha Chan               | 1-6, 6-3, [6-10]    |
| 24. | 19 maggio 2019    | Internazionali BNL d'Italia, Roma        | Terra rossa   | Demi Schuurs         | Viktoryja Azaranka Ashleigh Barty         | 6-4, 0-6, [3-10]    |
| 25. | 23 giugno 2019    | Nature Valley Classic, Birmingham        | Erba          | Demi Schuurs         | Hsieh Su-wei Barbora Strýcová             | 4-6, 7-6(4), [8-10] |
| 26. | 11 agosto 2019    | Rogers Cup, Toronto (4)                  | Cemento       | Demi Schuurs         | Barbora Krejčíková Kateřina Siniaková     | 5-7, 0-6            |
| 27. | 17 agosto 2019    | Western & Southern Open, Cincinnati (3)  | Cemento       | Demi Schuurs         | Lucie Hradecká Andreja Klepač             | 4-6, 1-6            |

### Doppio misto

#### Vittorie (2)
| Tornei del Grande Slam  |
| ----------------------- |
| Australian Open (0)     |
| Open di Francia (1)     |
| Torneo di Wimbledon (1) |
| US Open (0)             |

| No. | Data          | Torneo                      | Superficie  | Partner           | Avversari in finale         | Punteggio        |
| 1.  | 5 luglio 2009 | Torneo di Wimbledon, Londra | Erba        | Mark Knowles      | Leander Paes Cara Black     | 7-5, 6-3         |
| 2.  | 5 giugno 2014 | Open di Francia, Parigi     | Terra rossa | Jean-Julien Rojer | Nenad Zimonjić Julia Görges | 4-6, 6-2, [10-7] |

#### Sconfitte (2)
| Tornei del Grande Slam  |
| ----------------------- |
| Australian Open (0)     |
| Open di Francia (1)     |
| Torneo di Wimbledon (1) |
| US Open (0)             |

| No. | Data           | Torneo                      | Superficie  | Partner      | Avversari in finale              | Punteggio         |
| 1.  | 10 luglio 2016 | Torneo di Wimbledon, Londra | Erba        | Robert Farah | Henri Kontinen Heather Watson    | 6(5)-7, 4-6       |
| 2.  | 8 giugno 2017  | Open di Francia, Parigi     | Terra rossa | Robert Farah | Rohan Bopanna Gabriela Dabrowski | 6-2, 2-6, [10-12] |

## Circuito WTA 125

### Doppio

#### Vittorie (1)
| No. | Data          | Torneo                        | Superficie | Compagna        | Avversarie in finale                      | Punteggio |
| 1.  | 18 marzo 2016 | San Antonio Open, San Antonio | Cemento    | Nicole Melichar | Klaudia Jans-Ignacik Anastasija Rodionova | 6-1, 6-3  |

## Risultati in progressione
| Sigla | Risultato               |
| ----- | ----------------------- |
| V     | Vincitore               |
| F     | Finalista               |
| SF    | Semifinalista           |
| O     | Oro olimpico            |
| A     | Argento olimpico        |
| SF    | Bronzo olimpico         |
| QF    | Quarti di Finale        |
| 4T    | Quarto turno            |
| 3T    | Terzo turno             |
| 2T    | Secondo turno           |
| 1T    | Primo turno             |
| RR    | Round Robin             |
| LQ    | Turno di qualificazione |
| A     | Assente                 |
| ND    | Non disputato           |

| Legenda superfici    |
| -------------------- |
| Cemento              |
| Terra battuta        |
| Erba                 |
| Superficie variabile |

### Singolare nei tornei del Grande Slam
| Torneo          | 2004 | 2005 | 2006 | 2007 | 2008 | 2009 | 2010 | 2011 |
| --------------- | ---- | ---- | ---- | ---- | ---- | ---- | ---- | ---- |
| Australian Open | A    | 3T   | 2T   | 2T   | A    | 1T   | 1T   | A    |
| Open di Francia | 2T   | 3T   | QF   | 1T   | A    | 2T   | A    | A    |
| Wimbledon       | 1T   | 1T   | 1T   | 1T   | A    | 1T   | 1T   | A    |
| US Open         | 1T   | 3T   | 1T   | A    | 4T   | 1T   | A    | A    |

### Doppio nei tornei del Grande Slam
| Torneo          | 2004 | 2005 | 2006 | 2007 | 2008 | 2009 | 2010 | 2011 | 2012 | 2013 | 2014 | 2015 | 2016 | 2017 | 2018 | 2019 |
| --------------- | ---- | ---- | ---- | ---- | ---- | ---- | ---- | ---- | ---- | ---- | ---- | ---- | ---- | ---- | ---- | ---- |
| Australian Open | A    | 3T   | SF   | QF   | A    | QF   | 2T   | 3T   | 1T   | 2T   | 2T   | SF   | QF   | 3T   | 3T   | 1T   |
| Open di Francia | A    | 3T   | 2T   | 1T   | A    | QF   | A    | 2T   | 2T   | 2T   | 1T   | 2T   | 1T   | 3T   | 2T   | 2T   |
| Wimbledon       | A    | SF   | QF   | 2T   | A    | QF   | A    | 2T   | 3T   | SF   | QF   | 3T   | QF   | SF   | 2T   | QF   |
| US Open         | 2T   | SF   | 2T   | A    | 3T   | 3T   | 3T   | 2T   | 1T   | 3T   | 1T   | SF   | 1T   | 1T   | 3T   | 2T   |

### Doppio misto nei tornei del Grande Slam
| Torneo          | 2004 | 2005 | 2006 | 2007 | 2008 | 2009 | 2010 | 2011 | 2012 | 2013 | 2014 | 2015 | 2016 | 2017 | 2018 | 2019 |
| --------------- | ---- | ---- | ---- | ---- | ---- | ---- | ---- | ---- | ---- | ---- | ---- | ---- | ---- | ---- | ---- | ---- |
| Australian Open | A    | A    | QF   | 1T   | A    | 1T   | 2T   | A    | A    | A    | 2T   | 1T   | 2T   | 1T   | 1T   | QF   |
| Open di Francia | A    | 1T   | A    | A    | A    | SF   | A    | A    | 2T   | 2T   | V    | 2T   | 1T   | F    | SF   | 2T   |
| Wimbledon       | A    | 3T   | QF   | 1T   | A    | V    | A    | A    | 3T   | 3T   | A    | 2T   | F    | 2T   | 2T   | A    |
| US Open         | A    | 2T   | QF   | A    | A    | 2T   | SF   | A    | A    | 1T   | 1T   | A    | SF   | 1T   | 2T   | 1T   |

## Vittorie contro giocatrici Top 10
| Stagione | 2005 | 2006 | Totale |
| Vittorie | 2    | 1    | 3      |

| #    | Giocatrice         | Ranking | Evento                             | Superficie  | Turno | Punteggio     | Rank. ALGR |
| ---- | ------------------ | ------- | ---------------------------------- | ----------- | ----- | ------------- | ---------- |
| 2005 |                    |         |                                    |             |       |               |            |
| 1.   | Lindsay Davenport  | 1       | Bank of the West Classic, Stanford | Cemento     | 2T    | 5-0 rit.      | 39         |
| 2.   | Nadia Petrova      | 9       | Luxembourg Open, Lussemburgo       | Cemento (i) | QF    | 2-6, 6-3, 6-2 | 23         |
| 2006 |                    |         |                                    |             |       |               |            |
| 3.   | Svetlana Kuznecova | 10      | Charleston Open, Charleston        | Terra verde | QF    | 6-3, 7-6(4)   | 15         |